# Segunda División 1989-1990 (Spagna)
L'edizione 1989-90 della Segunda División fu il cinquantanovesimo campionato di calcio spagnolo di seconda divisione. Il campionato vide la partecipazione di 20 squadre raggruppate in un unico gruppo. Le prime due della classifica furono promosse in Primera División mentre le ultime quattro furono retrocesse in Segunda División B. Erano previsti i play-off per la terza e la quarta in classifica.

## Classifica finale
|  |     | Classifica 1989-90  | Pt | G  | V  | N  | P  | GF | GS | DR  |
|  | --- | ------------------- | -- | -- | -- | -- | -- | -- | -- | --- |
|  | 1.  | Real Burgos         | 50 | 38 | 18 | 14 | 6  | 53 | 24 | +29 |
|  | 2.  | Real Betis          | 47 | 38 | 16 | 15 | 7  | 44 | 29 | +15 |
|  | 3.  | Bilbao Athletic     | 45 | 38 | 15 | 15 | 8  | 50 | 36 | +14 |
|  | 4.  | Deportivo La Coruña | 44 | 38 | 19 | 6  | 13 | 45 | 38 | +7  |
|  | 5.  | Espanyol            | 42 | 38 | 15 | 12 | 11 | 50 | 33 | +17 |
|  | 6.  | Las Palmas          | 40 | 38 | 15 | 10 | 13 | 42 | 37 | +5  |
|  | 7.  | Sabadell            | 40 | 38 | 13 | 14 | 11 | 40 | 39 | +1  |
|  | 8.  | Palamós             | 40 | 38 | 13 | 14 | 11 | 29 | 39 | -10 |
|  | 9.  | Real Murcia         | 38 | 38 | 13 | 12 | 13 | 38 | 39 | -1  |
|  | 10. | Xerez               | 38 | 38 | 11 | 16 | 11 | 26 | 31 | -5  |
|  | 11. | Sestao Sport        | 36 | 38 | 13 | 10 | 15 | 33 | 32 | +1  |
|  | 12. | Figueres            | 36 | 38 | 12 | 12 | 14 | 37 | 46 | -9  |
|  | 13. | Salamanca UDS       | 36 | 38 | 14 | 8  | 16 | 35 | 33 | +2  |
|  | 14. | Elche               | 36 | 38 | 12 | 12 | 14 | 39 | 41 | -2  |
|  | 15. | Levante             | 36 | 38 | 9  | 18 | 11 | 34 | 43 | -9  |
|  | 16. | Eibar               | 34 | 38 | 11 | 12 | 15 | 35 | 42 | -7  |
|  | 17. | Racing Santander    | 33 | 38 | 11 | 11 | 16 | 32 | 36 | -4  |
|  | 18. | Castilla            | 31 | 38 | 11 | 9  | 18 | 36 | 44 | -8  |
|  | 19. | Recreativo Huelva   | 29 | 38 | 12 | 5  | 21 | 39 | 56 | -17 |
|  | 20. | Atlético Madrileño  | 29 | 38 | 8  | 13 | 17 | 33 | 52 | -19 |

### Playoff
|          | Andata | Ritorno    |                     |
| -------- | ------ | ---------- | ------------------- |
| Espanyol | 1-0    | 6-5 d.c.r. | Malaga              |
| Tenerife | 0-0    | 1-0        | Deportivo La Coruña |

## Verdetti
- Real Burgos,  Real Betis e  Espanyol promosse in Primera División 1990-1991.
- Racing Santander,  Castilla,  Recreativo Huelva e  Atlético Madrileño retrocesse in Segunda División B 1990-1991.